# Championnats d'Europe d'escrime 1992
Navigation
Édition précédente Édition suivante
Les championnats d'Europe d'escrime 1992 se sont disputés à Lisbonne au Portugal en 1992.  La compétition est organisée de nouveau par la fédération portugaise d'escrime, sous l'égide de la Confédération européenne d'escrime a vu s'affronter des tireurs des différents pays européens lors de 5 épreuves différentes. Les épreuves par équipes sont de nouveau supprimées.
Avec deux médailles d’or, l'Allemagne remporte le classement des nations.

## Médaillés
| Épreuves                              | Or                | Argent                 | Bronze                              |
| ------------------------------------- | ----------------- | ---------------------- | ----------------------------------- |
| Épée                                  |                   |                        |                                     |
| Hommes individuel résultats détaillés | Michael Flegler   | Günter Krajewski       | Reinhard Berger César González      |
| Femmes individuel résultats détaillés | Marina Várkonyi   | Elisabeth Knechtl      | Laura Chiesa Renate Riebandt-Kaspar |
| Fleuret                               |                   |                        |                                     |
| Hommes individuel résultats détaillés | Michael Ludwig    | Márk Marsi             | Laurent Bel Ola Kaibjer             |
| Femmes individuel résultats détaillés | Cornelia Hanisch  | Aida Mohamed           | Rosalia Huszti Vita Stchestnovitch  |
| Sabre                                 |                   |                        |                                     |
| Hommes individuel résultats détaillés | Raffaello Caserta | Jean-Philippe Daurelle | György Boros Luigi Tarantino        |

## Tableau des médailles
| Rang  | Nation      | Or | Argent | Bronze | Total |
| ----- | ----------- | -- | ------ | ------ | ----- |
| 1     | Allemagne   | 2  | 1      | 3      | 6     |
| 2     | Hongrie     | 1  | 2      | 1      | 4     |
| 3     | Autriche    | 1  | 1      | 0      | 2     |
| 4     | Italie      | 1  | 0      | 2      | 3     |
| 5     | France      | 0  | 1      | 1      | 2     |
| 6     | Biélorussie | 0  | 0      | 1      | 1     |
| 6     | Espagne     | 0  | 0      | 1      | 1     |
| 6     | Suède       | 0  | 0      | 1      | 1     |
| Total | Total       | 5  | 5      | 10     | 20    |